# Fazenda Vagafogo
A Fazenda Vagafogo foi a primeira Reserva Particular do Patrimônio Natural a ser criada em Goiás e uma das seis primeiras criadas no Brasil. Com 46 hectares, ela é formada por cerrado, cerradão e mata de galeria e é cortada pelo rio Vagafogo.
A Fazenda Vagafogo mescla preservação da natureza e educação ambiental com a produção e beneficiamento de produtos regionais, como doces de frutos do cerrado e produtos de agricultura orgânica. Desenvolve ainda atividades ligadas à gastronomia, lazer, esporte de aventura e qualidade de vida